# Deilami-Sprache
Die Deilami-Sprache (persisch ديلمی), auch bekannt als Daylamitisch, Daylami, Dailamit, oder Deylami, ist eine ausgestorbene Sprache, die zu den nordwestlichen Dialekten der iranischen Sprachfamilie zählt. Sie wurde im nordwestlichen Iran, besonders in der gebirgigen Gegend von Gilan, Mazandaran und Qazvin gesprochen.
Parwiz Natel Chanlari führt diese Sprache als einen iranischen Dialekt auf, der zwischen dem 9. und 13. Jahrhundert gesprochen wurde. Istachri, ein mittelalterlicher iranischer Geograph, schrieb über diese Sprache, wie auch al-Muqaddasi, ein arabischer Geograph des Mittelalters, der schrieb: „sie haben eine seltsame Sprache und benutzen den Laut khe /x/ häufig.“ Abū Esḥāq Ṣābī schrieb einen ähnlichen Bericht über die Bewohner des Hochlands von Dailam.
Wilferd Madelung zufolge war die Deilami-Sprache auch in frühislamischer Zeit eine iranische Sprache. Ein Charakteristikum dieser Sprache war ein hinzugefügter ī-Laut zwischen den Konsonanten und ā (Lāhīdschān=Līāhīdschān, Amīrkā=Amīrkīā).